# فرودگاه ویدیرا
فرودگاه ویدیرا (به انگلیسی: Videira Airport) (به زبان بومی: Aeroporto Municipal Ângelo Ponzoni) یک فرودگاه همگانی مسافربری با کد یاتا VIA است که یک باند فرود آسفالت دارد و طول باند آن ۱۴۶۰ متر است. این فرودگاه در کشور برزیل قرار دارد و در ارتفاع ۸۴۰ متری از سطح دریا واقع شده است.